# 旺斯
旺斯（法語：Vence，法語發音：[vɑ̃s]），法国东南部城市，普罗旺斯-阿尔卑斯-蔚蓝海岸大区滨海阿尔卑斯省的一个市镇，隶属于格拉斯区，其市镇面积为39.23平方公里，2022年1月1日时人口数量为19,856人，在法国城市中排名第502位。
旺斯位于滨海阿尔卑斯省中南部，阿尔卑斯山南段的一处山谷内，自罗马时期起建城，20世纪后因旅游业而兴盛，现为一个区域性的经济转型，也是尼斯的一个远郊卫星城。

## 地名来源
“旺斯”一名最初于公元二世纪时以“Ouintion”的形式被记载，其对应的普罗旺斯方言拼写包括“Vença”和“Vènço”两种形式。

## 历史

旺斯长期示意图

旺斯所在区域早在新石器时期就已出现人类活动。高卢-罗马时期，利古里亚人在此建立了一座城邦，后被罗马人改造成为一个奥皮杜姆，命名为“Vintium”。自公元四世纪起，旺斯成为了一个主教所在地。中世纪中期，旺斯曾一度成为热那亚共和国的一块领土。13世纪初，普罗旺斯公爵雷蒙-贝朗热五世将该区域推送给了男爵新城的罗梅，由此出现了普罗旺斯新城家族。在罗梅的主持下，旺斯城墙得以修建。15世纪末，旺斯及其所在的普罗旺斯被法兰西王国继承。法国大革命后，旺斯成为瓦尔省的一个市镇。1860年，随着《都灵条约》的签订，旺斯所在的瓦尔省格拉斯区被划出，并与原尼斯伯国所属区域组建成为滨海阿尔卑斯省。20世纪以来，随着旅游业的发展，大批来自法国北部及欧洲寒冷地区的中产阶级迁至旺斯以及蔚蓝海岸大区。法国画家亨利·马蒂斯自1943年起居住于旺斯。20世纪中后期，当地人口数量快速增加。

## 地理

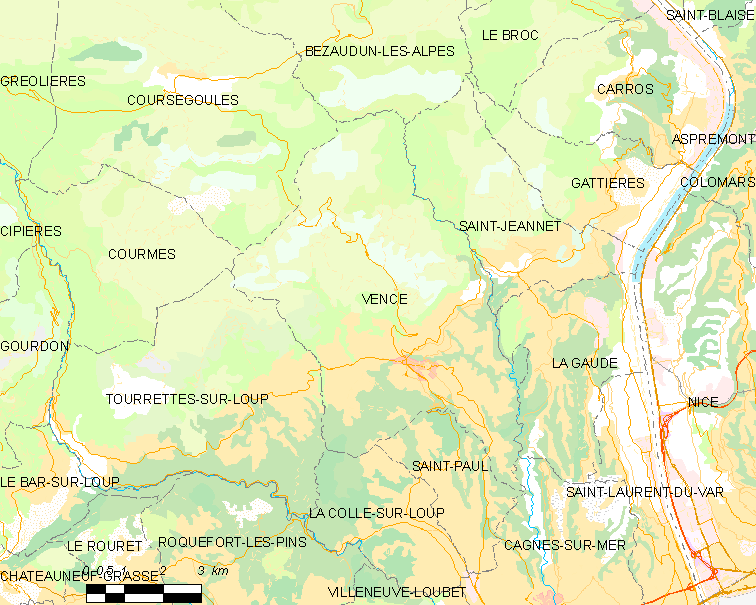
旺斯市镇范围地图

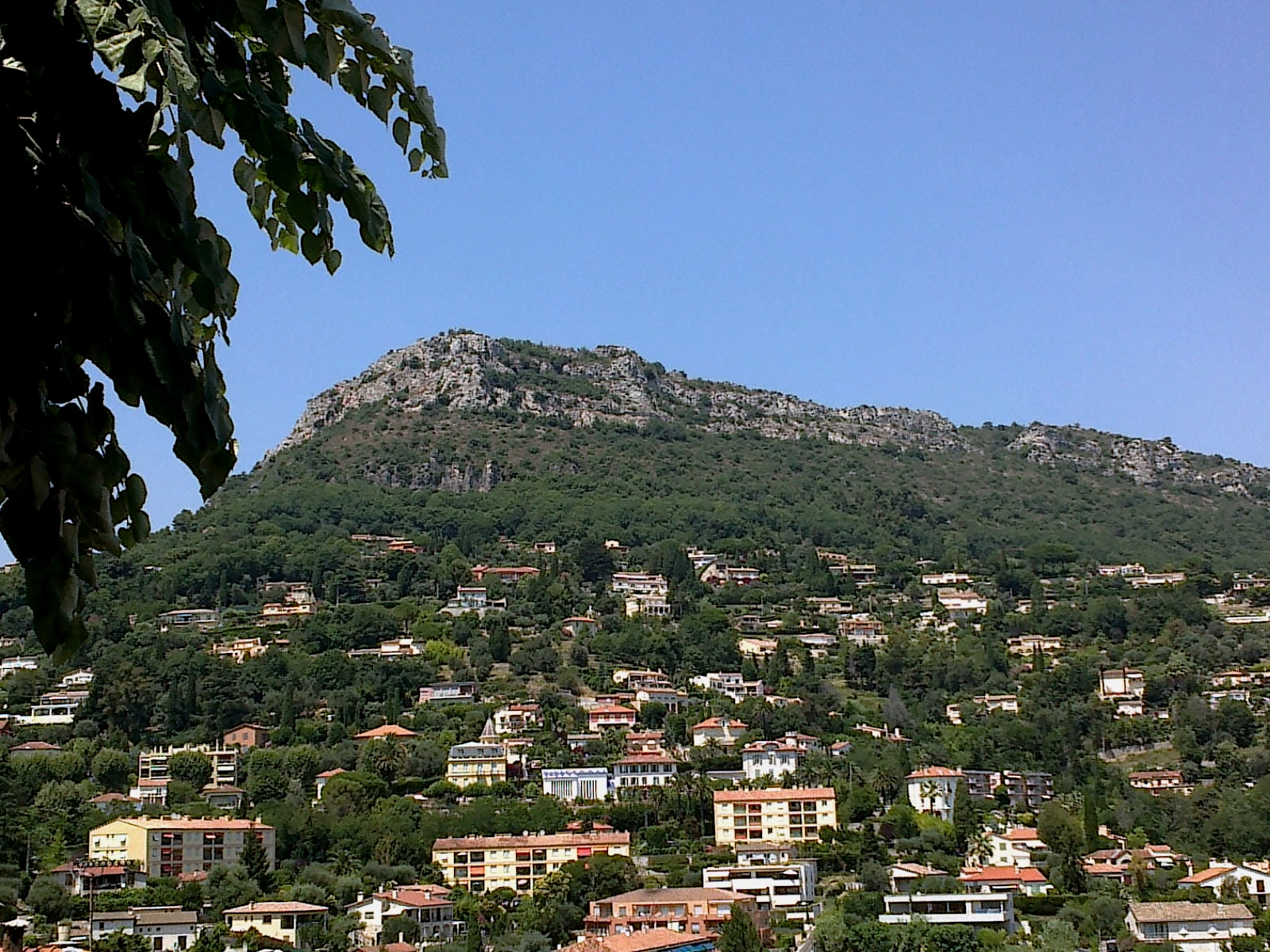
旺斯附近的山脉

旺斯位于法国东南部，普罗旺斯-阿尔卑斯-蔚蓝海岸大区东南部和滨海阿尔卑斯省中南部，距离省会尼斯大约21公里。与旺斯接壤的市镇包括：贝佐丹莱萨尔普、滨海卡涅、卢河畔拉科勒、库尔姆、库尔瑟古勒、拉戈德、圣让内、圣保罗德旺斯、卢河畔图雷特。

### 地形
旺斯位于阿尔卑斯山南段腹地，境内地形复杂，市中心核心区域位于一处相对平缓的山丘顶端，市镇范围北部和西部则多为起伏较大的山地，全境海拔在40到1,033米之间。

### 水文
旺斯位于卡涅河流域，其右岸支流吕比亚讷河流经境内。

### 植被
旺斯位于亚热带常绿林与温带落叶阔叶林的过渡区域，林地主要分布于山地及河谷地区。
在鲜花城市的评比中，旺斯被评为3星级鲜花城市。

### 气候
旺斯在柯本气候分类法中属于地中海气候，因地形因素，当地秋季多强降水。

## 行政区划
旺斯是法国普罗旺斯-阿尔卑斯-蔚蓝海岸大区滨海阿尔卑斯省的一个市镇，编号为06157。旺斯隶属于格拉斯区和滨海阿尔卑斯省第二选区，管理旺斯县，同时也是尼斯蔚蓝海岸都会区的组成部分。
法国国家统计与经济研究所（简称）在进行数据统计时，将旺斯及相邻的另外50个市镇设为尼斯城市核心区，并将包括核心区在内的周边共129个市镇划为尼斯城市区。自2020年起，旺斯城市区被包含100个市镇的尼斯城市辐射区代替。此外，还将旺斯市镇分为了7个“块区”（IRIS），以便于统计人口分布情况。

## 交通

### 公路
多条滨海阿尔卑斯省省道在旺斯境内交汇，普罗旺斯-阿尔卑斯-蔚蓝海岸大区下属的城际客运提供巴士线路，可前往周边部分市镇。
| 48 尼斯 芒通 | 10 |

| 尼斯 | 22 |

| 芒通 | 53 |

| 戛纳 | 31 |

| 昂蒂布 | 20 |

| 迪涅莱班 | 126 |

| 土伦 | 147 |

2018年，64.6%的旺斯家庭拥有至少一辆私人汽车。2019年，旺斯境内共发生各类交通事故6起，造成2人遇难，5人受伤。

### 铁路

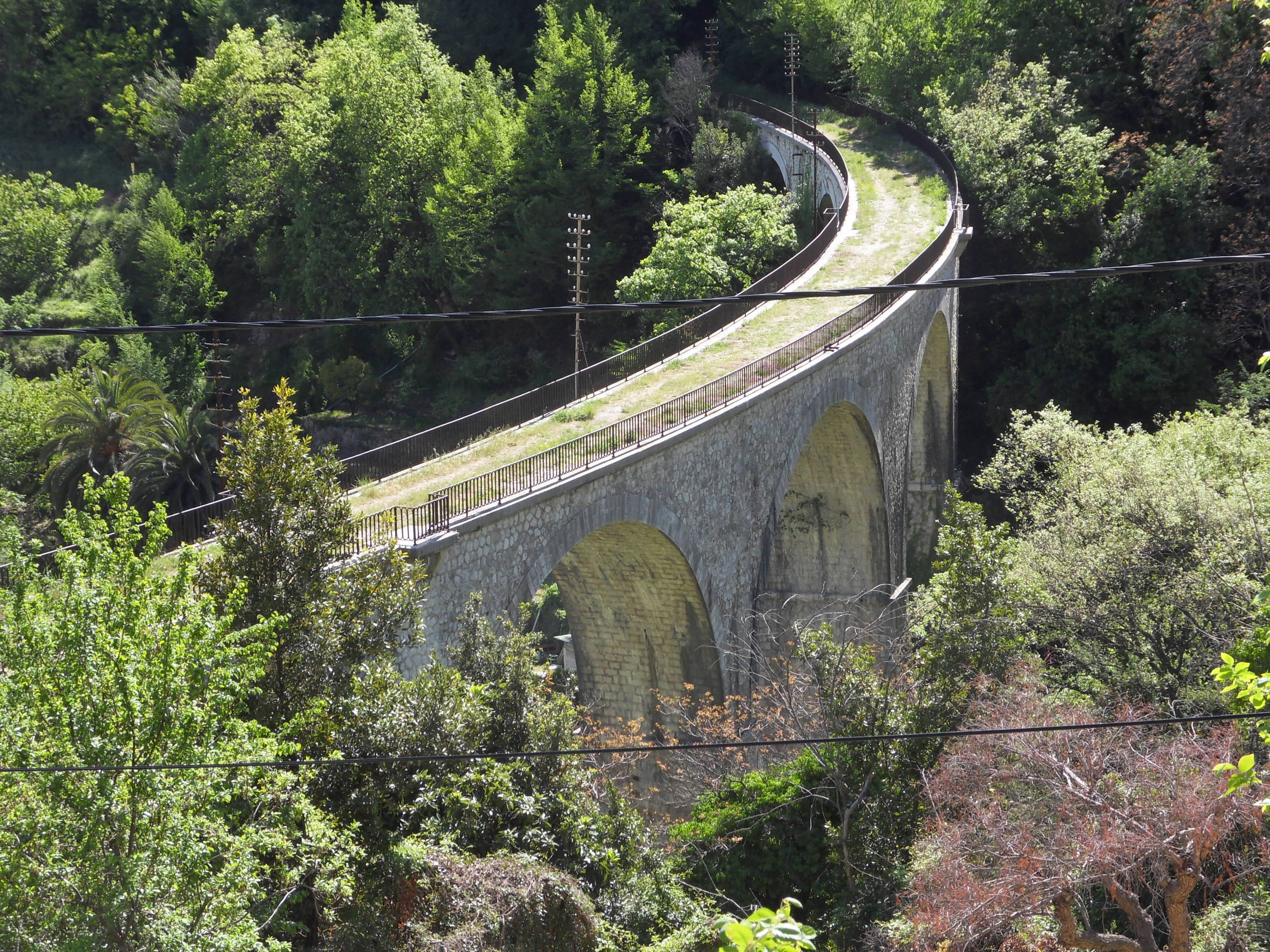
铁路桥旧址

途径旺斯的瓦尔中央铁路已于1950年废弃。
距离旺斯最近的运营中的客运铁路车站为10公里外的滨海卡涅站，该站位于位于马赛－文蒂米利亚铁路上，停靠往返于戛纳和尼斯一线的区域列车。

### 航空
距离旺斯最近的民用航空站为尼斯机场，距离旺斯市中心的公路里程约15公里。

### 城市公共交通
旺斯是尼斯城市公共交通（商业名称为）的服务范围，后者是尼斯蔚蓝海岸都会区的城市公共交通系统。截至2022年1月，该系统共包括近百条各类公交线路，其中公交9路、47路、快线1路、快线3路和区域环线1、2、3路经过旺斯市区。

## 政治

### 市政内阁

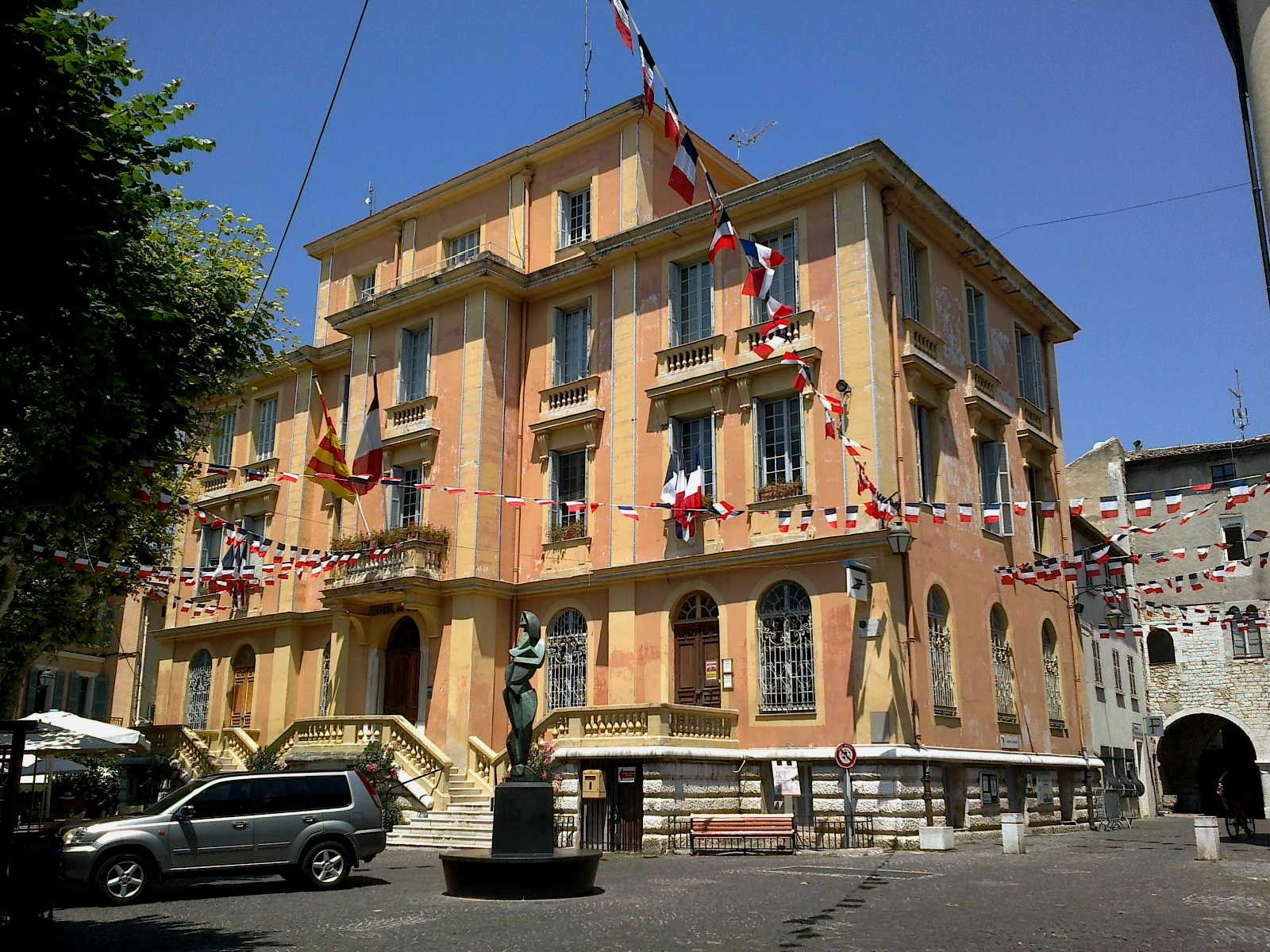
旺斯市政厅

旺斯的现任市长为雷吉斯·勒比格尔先生（Régis Lebigre），他是共和党的一名成员，在2020年的市政选举中获得了41.71%的支持率。
在2017年的法国总统大选中，法国第25任总统埃马纽埃尔·马克龙在旺斯获得了60.27%的支持率。

## 人口
2018年，旺斯市镇人口数量为18,670，在法国排名第502位。其中男性8,713人，女性9,957人，75岁及以上人口占11.7%，外籍人口数量为3,751人，人口密度为476人/平方公里，当地居民被称为（男性）或（女性）。2019年，旺斯境内出生169人，死亡人口225人。
| 年份   | 1936  | 1946  | 1954  | 1962  | 1968  | 1975   | 1982   | 1990   | 1999   | 2006   | 2011   | 2016   | 2019   |
| ------ | ----- | ----- | ----- | ----- | ----- | ------ | ------ | ------ | ------ | ------ | ------ | ------ | ------ |
| 人口數 | 5,495 | 5,685 | 6,278 | 7,874 | 9,420 | 11,385 | 13,119 | 15,330 | 16,982 | 18,931 | 19,160 | 18,599 | 18,940 |

## 经济
旺斯是一个区域性的中心城市。截止2022年1月，旺斯市镇范围内共有各类用人单位（包含自雇）4,612家，平均历史为16年，其中99.4%为中小型企业（PME）。（零售）、（财会）及（酒店服务）是当地2020年营业额最高的三个企业，分别为36,056,645欧元、4,945,917欧元和4,636,018欧元。

## 财政与居民收入
2020年，旺斯的财政收入总额为21,375,200欧元，财政支出总额为19,619,400欧元，当年的债务总额为20,982,800欧元。2021年，旺斯共获得1,133,752欧元的国家财政补助，比上一年减少了4.47%。
2019年，旺斯的人均月收入总额为2,613欧元，其中高级职员为4,577欧元，高于法国平均水平（4,230欧元）；中级职员为2,544欧元，高于法国平均水平（2,411欧元）；普通职员为1,786欧元，亦高于法国平均水平（1,740欧元）。
2018年，旺斯境内的青壮年（15至64岁）失业率为11.9%，当地55.6%的家庭拥有纳税资格，平均纳税4,683欧元，高于法国平均水平（3,910欧元）。

## 社会事务

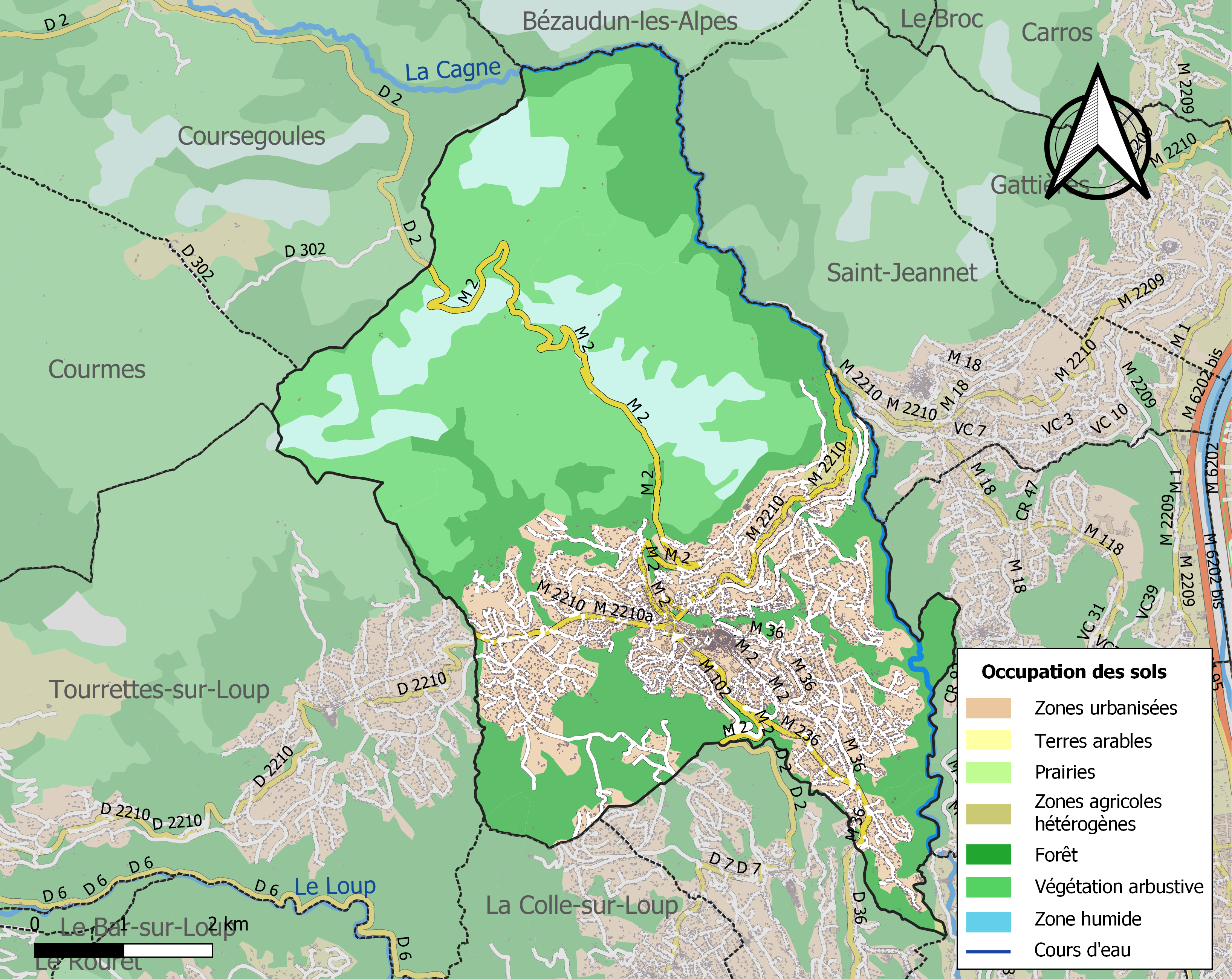
旺斯土地利用情况地图

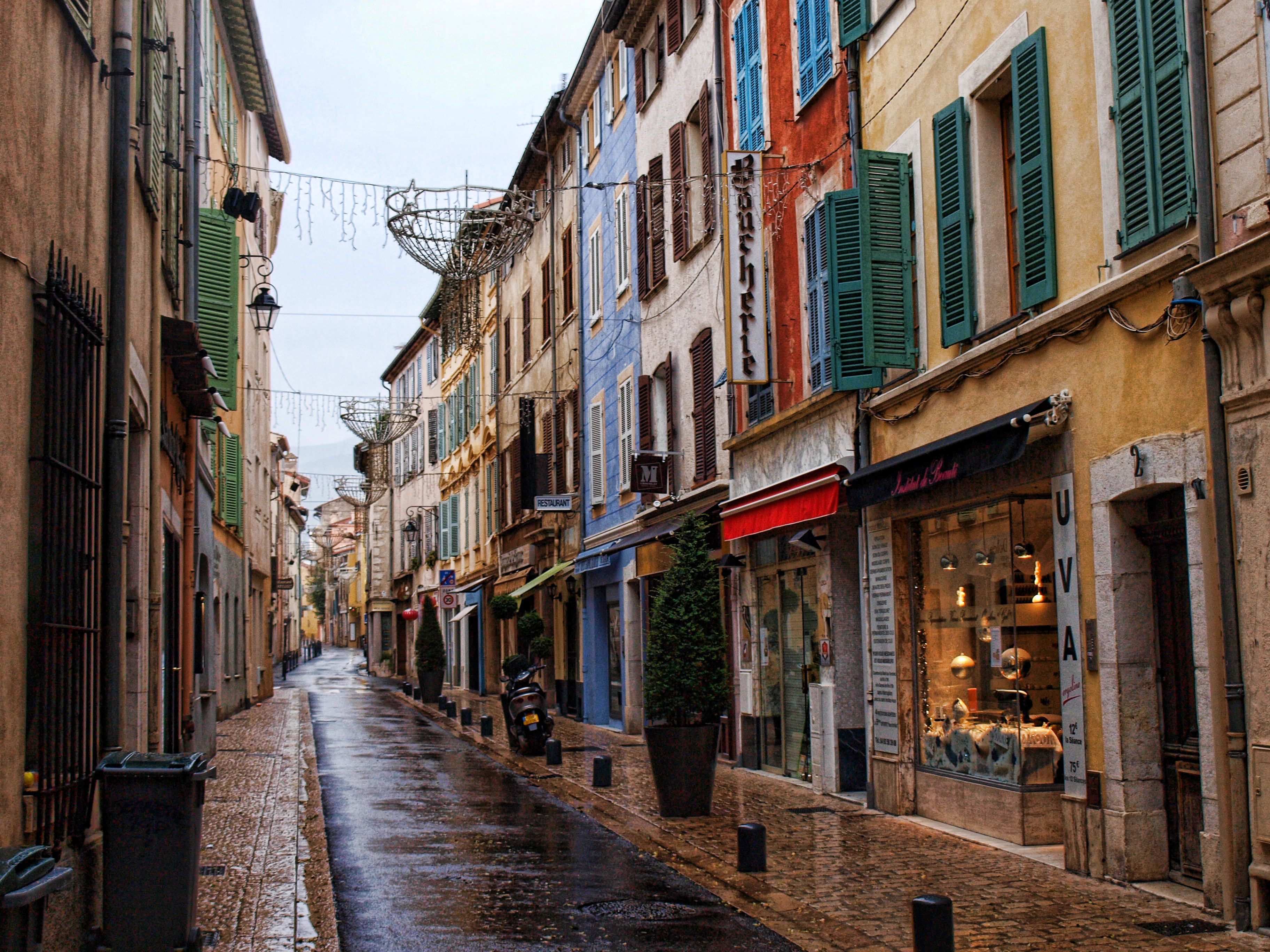
旺斯老城的商业街

### 教育
旺斯属于尼斯学区。截止2020年1月1日，旺斯境内共有4所幼儿园、5所小学、1所初级中学和1所普通高中。2018至2019学年度，旺斯境内共有在校中等教育阶段学生1,987名。

### 医疗
截止2020年1月1日，旺斯境内共有全科医生22名、保健师42名、牙医21名、护士54名、耳科医生1名、眼科医生2名、皮肤科医生2名、助产士3名和妇科医生1名。境内共有药房7家、养老院3家、残疾人帮扶中心5家。
旺斯是尼斯大学中心医院的服务范围，后者是法国的一个区域性医疗机构，其下属的“拉尔谢医院”（Hôpital l'Archet）位于尼斯市区西部，距离旺斯市区的正常车程约半小时，该院设有床位685个，是当地规模最大的公立综合性医院。

### 住房
2018年，旺斯境内共有各类住房11,440套，其中41.8%为独立式居民区，57.7%为集中式居民区。常住房屋占旺斯市镇范围内居民建筑总量的75.5%。
在住房保障政策方面，2020年，旺斯境内共有1,229户家庭获得了住房经济补助，受益人数占总人口数量的6.6%，其中1,164份为房租补助。

### 商业
2019年，旺斯境内共有各类实体商铺741家，其中餐厅94家、大型超市4家、杂货店7家、面包房19家、肉铺9家、书店4家、装饰品店2家、银行门店11家、美容美发店38家、汽车维修店30家。市中心建有卡西诺、E.Leclerc、Monoprix等超市。

### 体育
2020年，旺斯境内共有1家游泳池、1间体育馆、1座综合体育场、12处网球场、3处马术场、1处足球或橄榄球场、1处篮球或排球场以及0处高尔夫球场。
截至2022年1月，旺斯体育联盟（AS Vençoise，编号503103）是当地唯一的注册足球俱乐部，其主队2021至2022赛季参加地中海足球联赛乙组（法国第七级别），其主场夏尔·戴高乐球场（Stade Charles-de-Gaulle）位于市中心。

### 环境
旺斯的环境事务由其所属的尼斯蔚蓝海岸都会区负责。2019年，旺斯境内暂无污染企业。

### 治安
2019年，旺斯市镇范围内有1处宪兵队。
旺斯所在地是格拉斯宪兵队的管辖范围。2020年，该警区辖区内共36个市镇累计发生各类案件2,889起，其中盗窃类案件1,208起，经济类案件531起，毒品交易类案件237起。

## 文化
2020年，旺斯境内共有1家电影院和1家音乐厅。旺斯市政府提供多媒体中心，向公众全年开放。

### 建筑
旺斯境内有多处历史建筑，其中法国国家文物保护单位包括玛丽诞辰大教堂、旺斯城墙等。

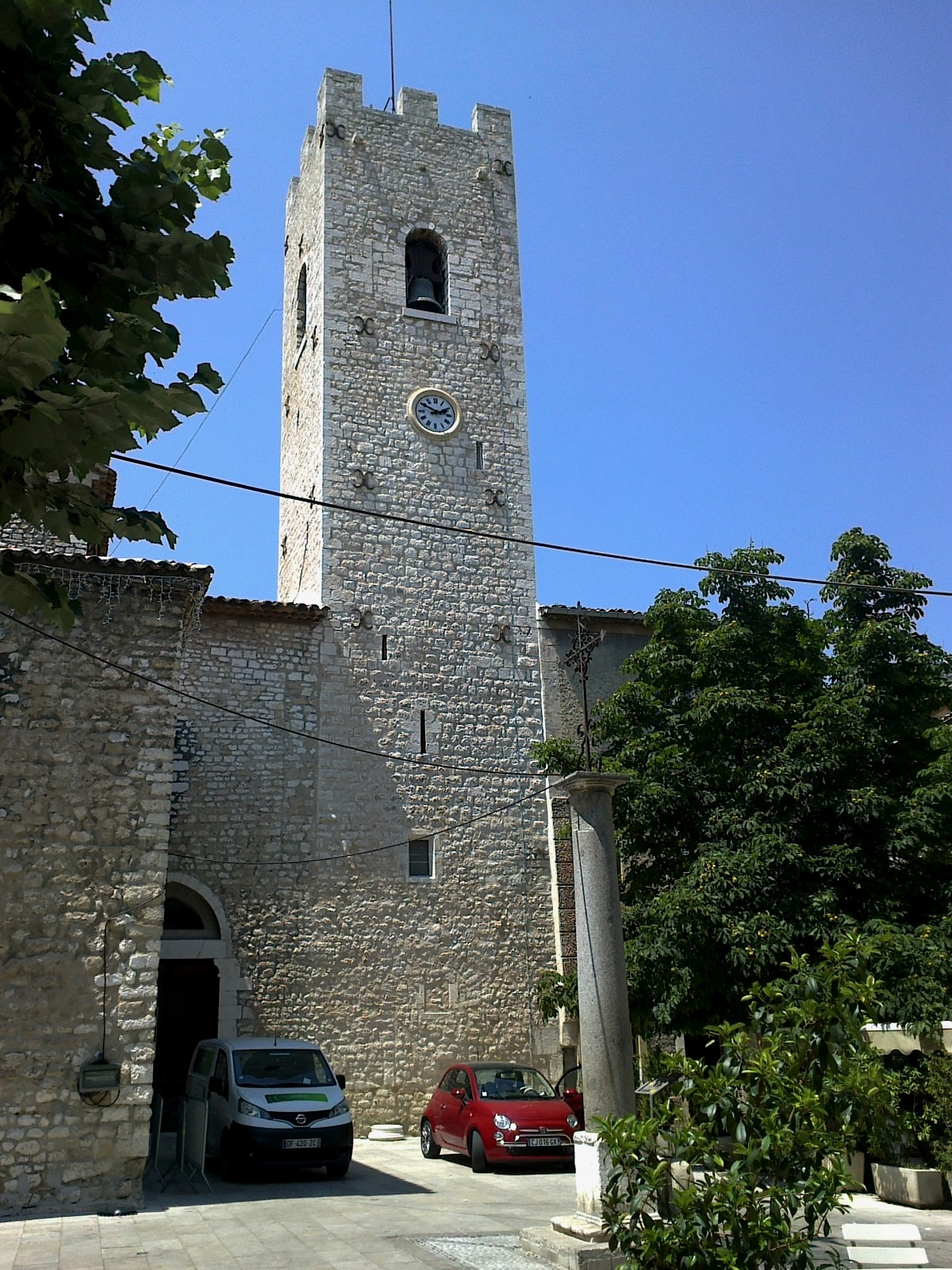
玛丽诞辰大教堂（法语：Cathédrale de la Nativité-de-Marie de Vence）
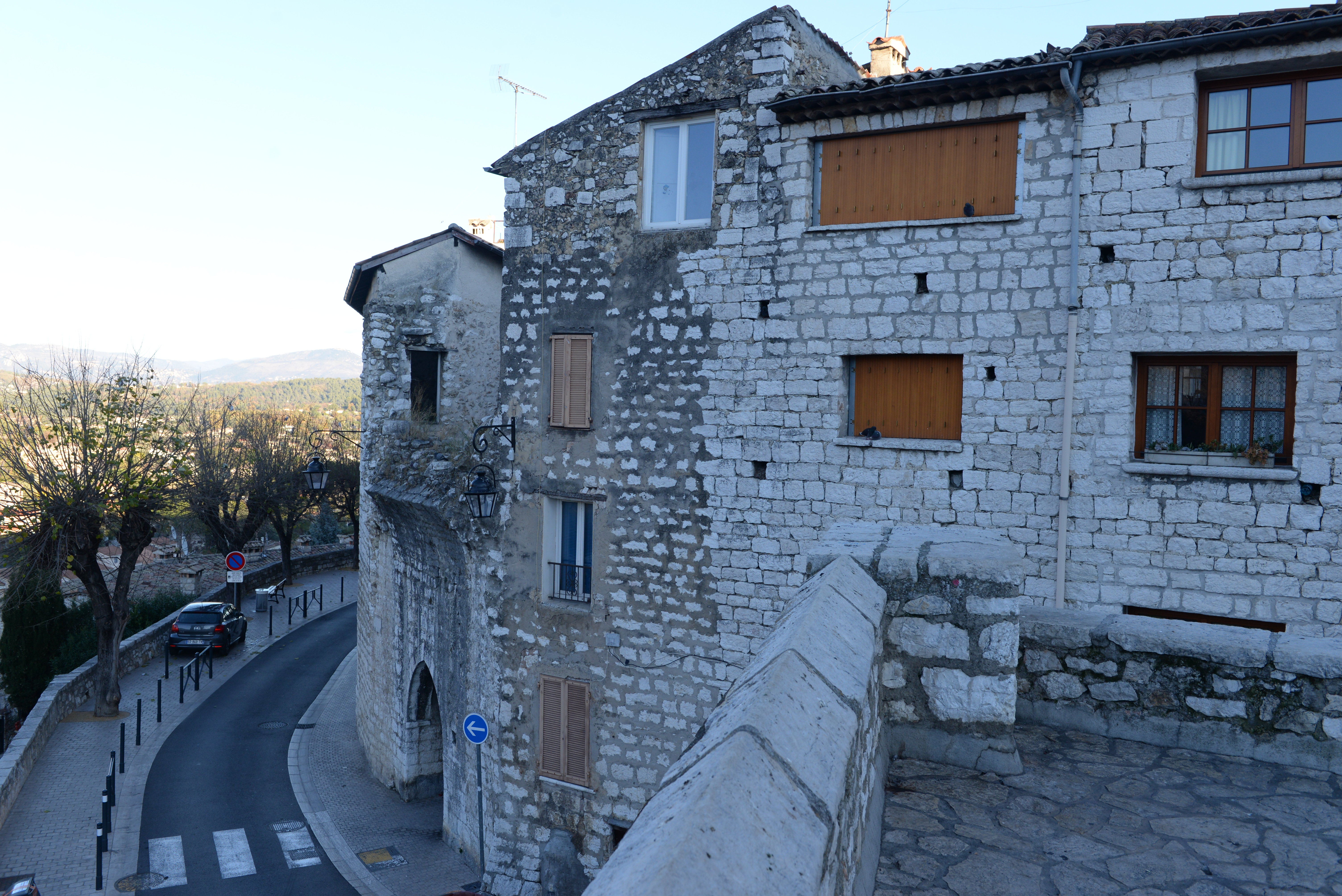
旺斯城墙（法语：Remparts de Vence）一角
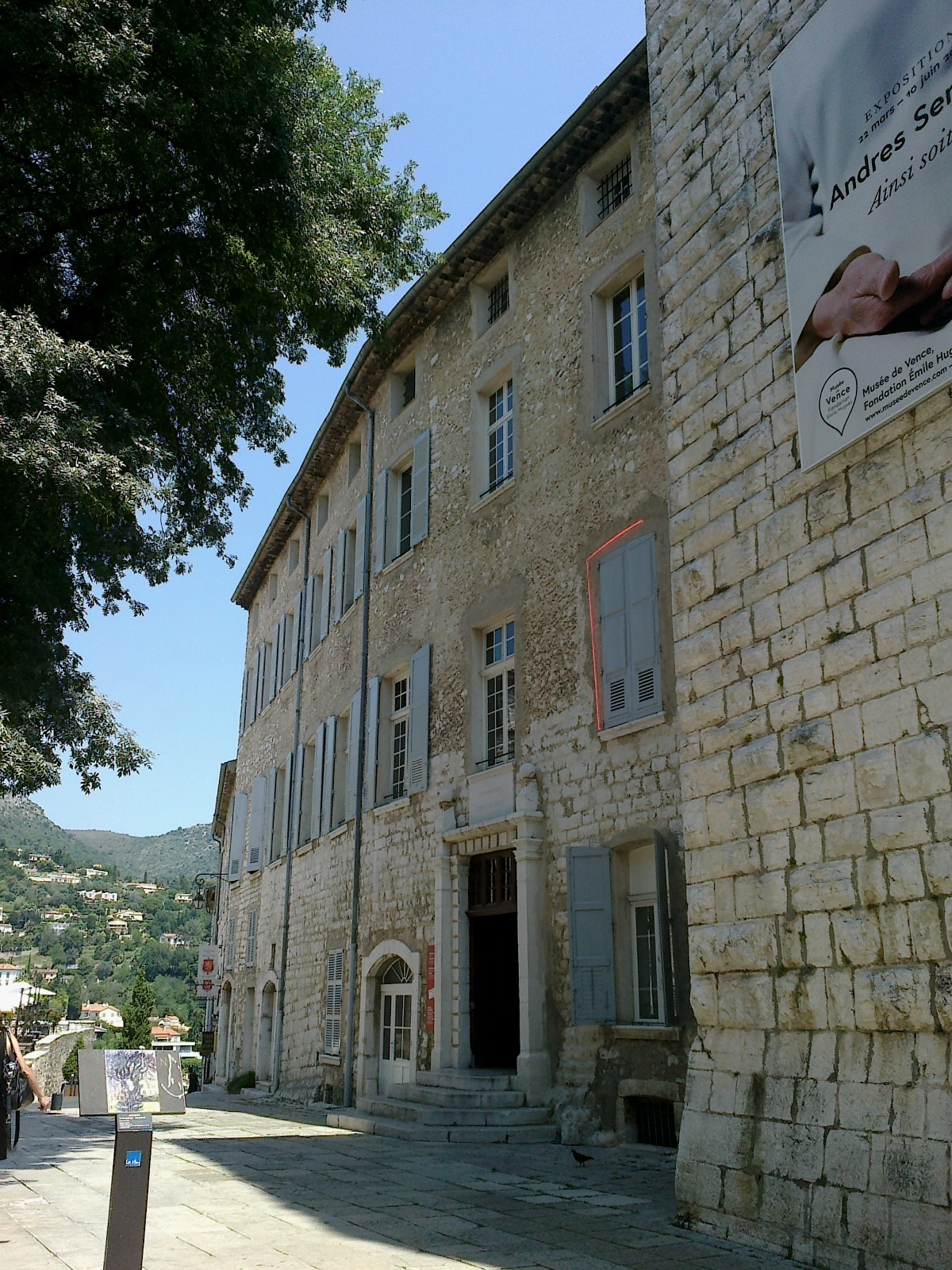
新城城堡
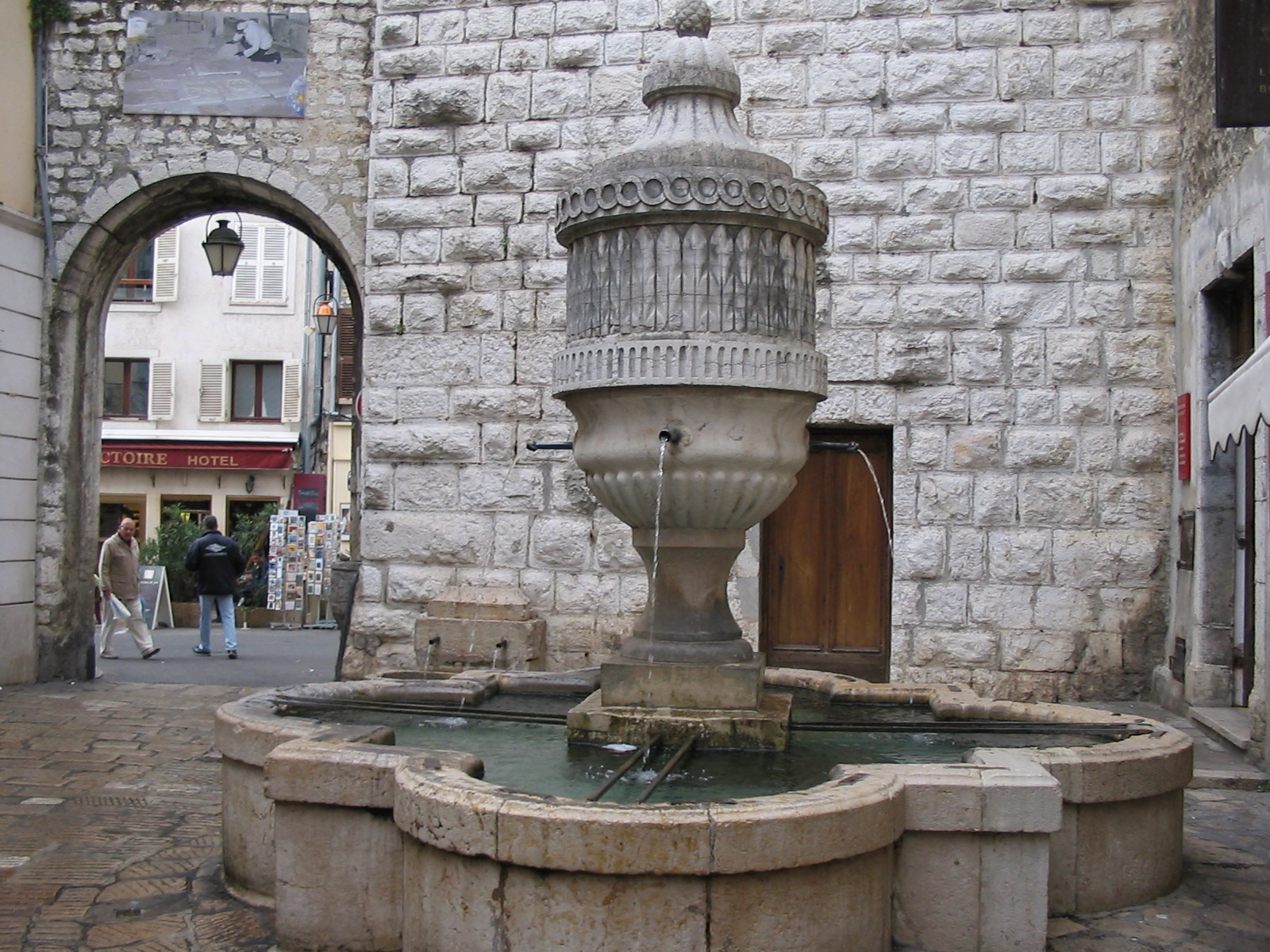
佩拉喷泉
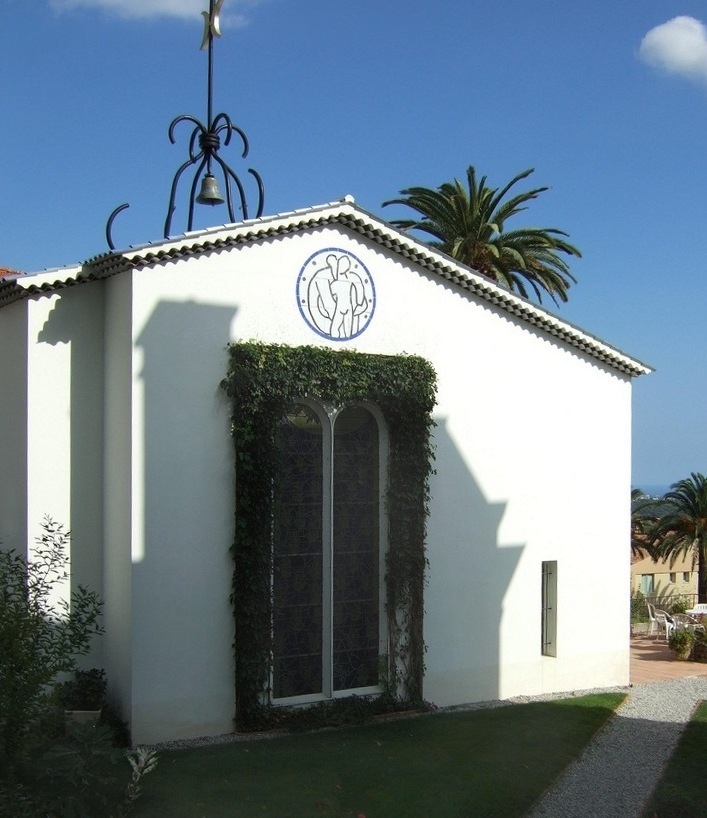
罗塞尔小教堂（法语：Chapelle du Rosaire de Vence）
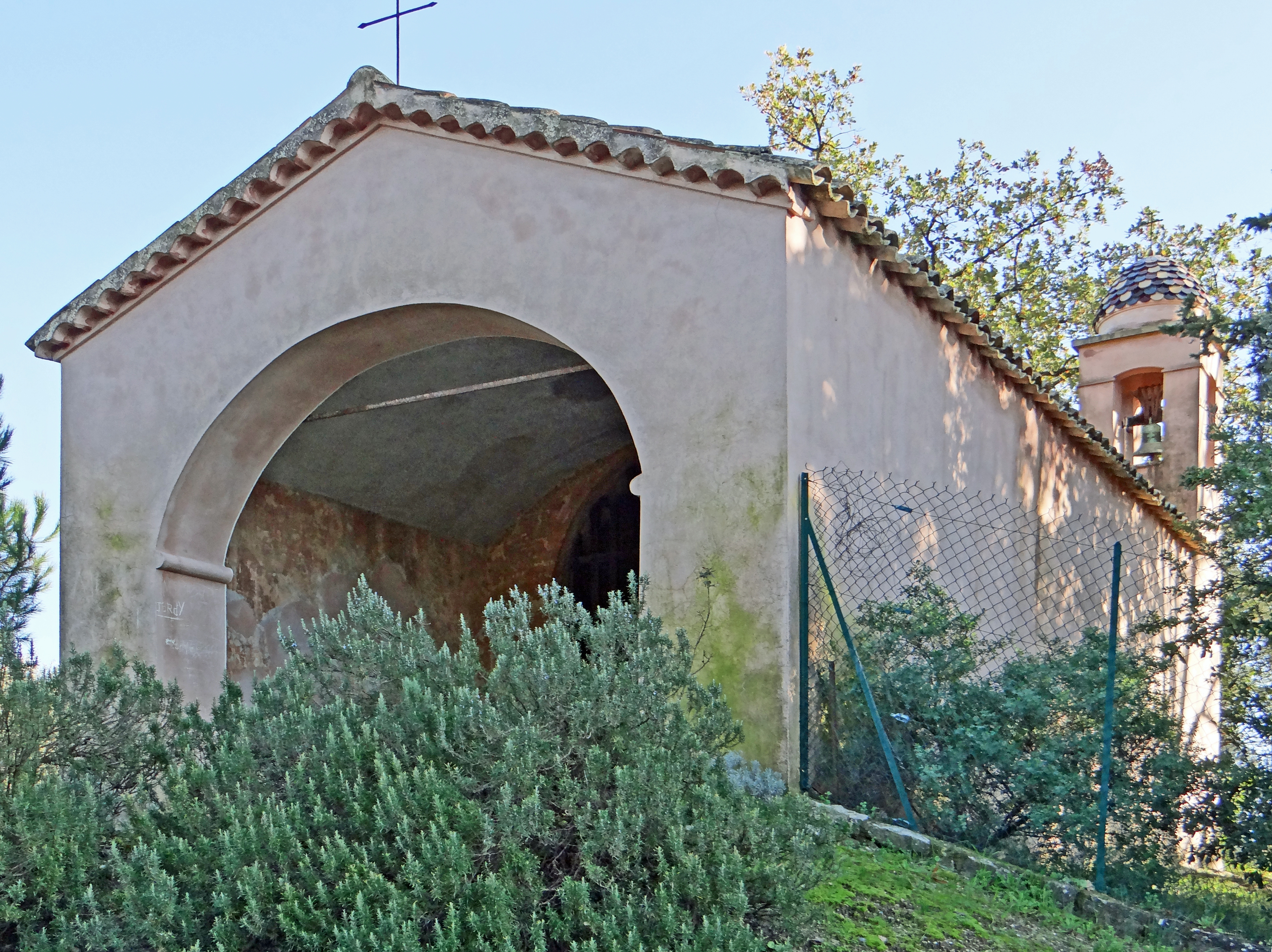
圣埃利萨贝特小教堂（法语：Chapelle Sainte-Élisabeth de Vence）
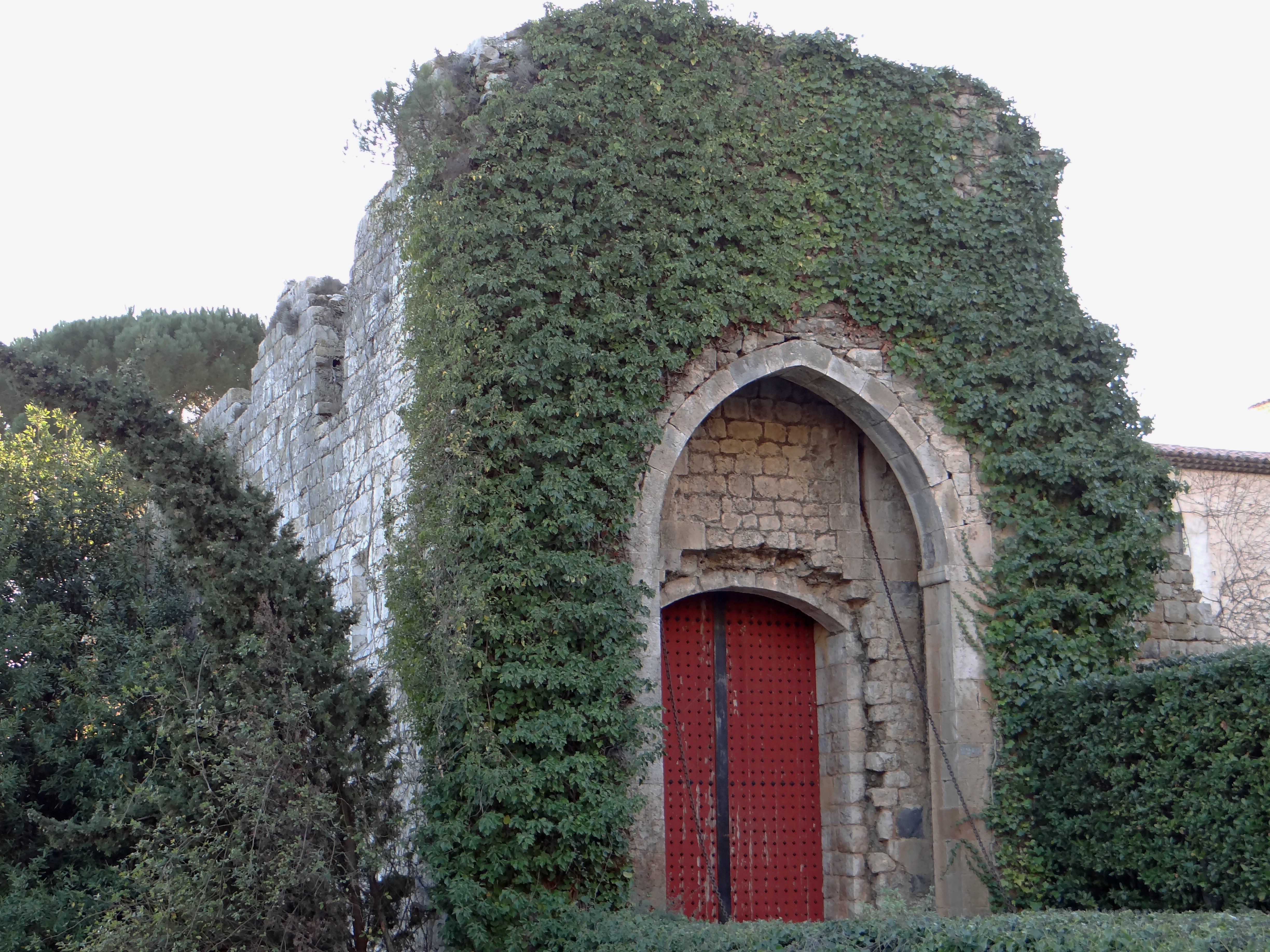
圣马丁小教堂

### 旅游
旺斯的旅游事务由其所属的尼斯蔚蓝海岸都会区负责。2021年，旺斯境内共有10家酒店共计216间房间；另有1个露营地，可容纳共446辆露营车。

### 媒体
法国主要的媒体均可在旺斯接收，法国电视三台下属的普罗旺斯-阿尔卑斯-蔚蓝海岸大区频道在部分时段播出旺斯所属区域的地方新闻。

## 相关人物
波兰小说家维尔托德·贡布罗维奇、匈牙利政治家卡罗伊·米哈伊和法国教育学家瑟勒斯坦·佛勒内逝世于旺斯。

## 友好城市
截至2022年1月，旺斯共与三座城市互为友好城市关系：
- 德国 兰施泰因
- 布吉納法索 瓦希古亚
- 英格兰 史丹佛